# Mun mielestä
Mun mielestä (dal finlandese "Secondo me") è il sesto album di studio del rapper finlandese Petri Nygård, che è stato pubblicato il 25 aprile 2012 dalla Open Records.
L'uscita dell'album è stata anticipata dal primo singolo Märkää, pubblicato il 26 febbraio 2012. Lo stesso giorno della pubblicazione dell'album, uscì il secondo singolo tratto dall'album, Päästä(n) höyryy. Il 25 giugno, due mesi dopo il singolo precedente, venne pubblicato il terzo singolo, Kerran kesässä, scritto in collaborazione con i Klamydia. Il 20 novembre 2012 è uscito il video del quarto singolo estratto dall'album, Onxnenäälasit?.
L'album è entrato nella classifica degli album più venduti in Finlandia, raggiungendo la sesta posizione.

## Tracce
1. Mun mielestä – Intro
2. Märkää
3. Ryöstö
4. Reeniä
5. Onxnenäälasit?
6. Malja/Kalja (feat. Tellervo Pyörälä)
7. Liskodisko
8. Kerran kesässä (feat. Klamydia)
9. Päästä(n) höyryy
10. Ero (feat. Emel)
11. Roskaruokaa (feat. Aajee)
12. Mä oon mää
13. Pure kielees (feat. Obelix)
14. Näytä tissit

## Libro
- Petri Nygård, Petri Nygård – Räps filmaten.

## Classifica
| Classifica | Massima posizione |
| ---------- | ----------------- |
| Finlandia  | 6                 |